# Sorae

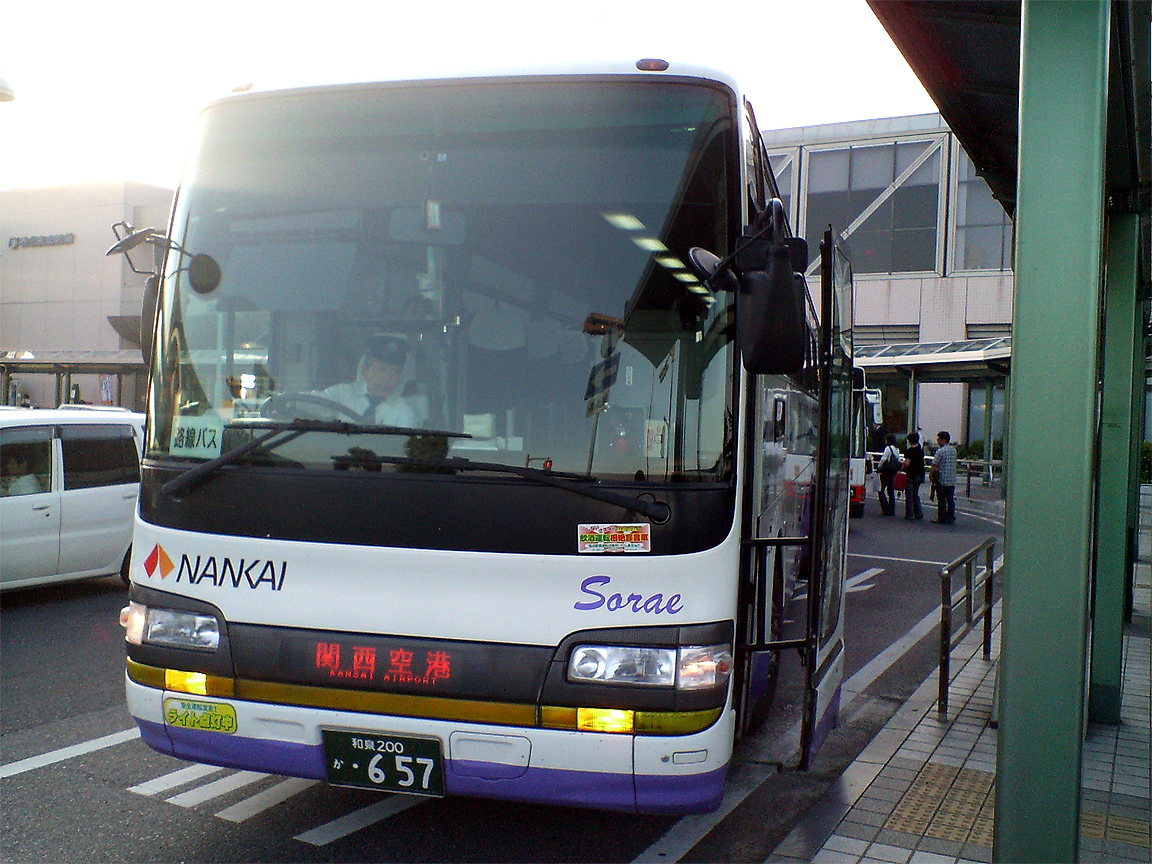
和泉中央駅（泉北高速鉄道）から発車するSorae（ソラエ）

Sorae（ソラエ）とは、南海バスが運行している、トリヴェール和泉、泉北ニュータウン、南河内地域と関西国際空港を結ぶリムジンバスである。

## 概要
1994年（平成6年）9月4日に、関西国際空港が開港し、南海電気鉄道が空港特急『ラピート』の運行を始めた。それに伴い、南海高野線や泉北高速鉄道の沿線からの関空へのアクセスも便利にしようとの思いから、南海電気鉄道では、リムジンバスを導入する事になり、バスの名称を一般公募した。その結果、『Sorae』（ソラエ＝空へ）が選ばれた。その後、2001年（平成13年）5月23日には、南海電気鉄道がバス事業部門を部門ごと別会社にしたため、現在では、グループ会社の南海バスがSoraeを運行している。
運行開始以来、多くの人々が利用しており、現在では、トリヴェール和泉、泉北ニュータウン、南河内地域からの関空へのアクセスに欠かせない公共交通となっている。
一時期は泉北伊丹線、中もず・堺東線も運行されていたが、いずれも廃止されている。
2016年から運行車両が順次、コンセント付きのエアロエース・セレガに更新されており2019年3月以降、光明池営業所担当の便は全てUSBコンセント付きのエアロエースで運行されるようになった。

## 沿革
- 1994年：「泉ヶ丘・空港線」として運行開始。
- 1995年6月1日：和泉中央駅への経由を開始[3]。
- 1996年4月26日：「河内長野線」を運行開始[4]。
- 2001年10月1日：運行を南海電鉄から南海バスに移管。
- 2002年4月27日：「泉北伊丹線」を運行開始。
- 2003年6月1日：泉ヶ丘・空港線の一部を金剛駅西口に乗り入れ、路線名を「泉北ニュータウン・金剛線」に変更する[5]。
- 2006年5月10日：泉北伊丹線を廃止。
- 2009年2月1日：河内長野線に「和泉市南部リージョンセンター」停留所を新設[6]。
- 2010年10月1日：「堺東・関西空港線」を運行開始[7]。
- 2011年4月1日：堺東・関西空港線を中もず駅前に延伸し、「中もず・堺東線」とする[8]。
- 2012年1月16日
  - 泉北ニュータウン・金剛線と河内長野線を統合し、「泉北・河内長野線」とする。河内長野駅前発着の全便が和泉中央駅経由となる。
  - 通勤定期券の販売を開始。
  - 「金剛・泉ヶ丘・和泉中央駅～りんくうプレミアム・アウトレット線」の運行を開始[9]。
- 2012年10月28日
  - 一部の便がりんくうタウン駅（泉北・河内長野空港線はりんくうプレミアム・アウトレットも）経由となる。
  - 一部の便が関西空港第二ターミナル発着となる。
  - 金剛・泉ヶ丘・和泉中央駅～りんくうプレミアム・アウトレット線を泉北・河内長野線に統合。
- 2015年9月1日：中もず・堺東線を廃止[10]。
- 2016年9月1日：交通系ICカードが使用可能となった[11]。
- 2016年11月1日：回数券の販売を終了。2019年末で使用も終了した。
- 2017年1月28日：和泉市南部リージョンセンターへの経由を終了[12]。
- 2020年8月12日：りんくうプレミアム・アウトレット前停留所を新設されたロータリー内に移設。
- 2020年10月12日：河内長野駅前発着の全便が泉北ニュータウン経由となった。

## 運行路線
光明池営業所担当、（一部空港営業所）

### 泉北・河内長野空港線
- （[KIX2]関西空港第二ターミナル[注釈 1]） - [KIX1]関西空港第一ターミナル - （りんくうタウン地区[注釈 2]） - [SN1]和泉中央駅 - 下記のいずれか
  - [SN3]光明池駅 - [SN4]栂・美木多駅 - [SN5]泉ヶ丘駅
  - [SN3]光明池駅止め
  - [SN3]光明池駅(SN3) - [SN4]栂・美木多駅 - [SN5]泉ヶ丘駅 - [SN6]金剛駅前
  - [SN3]光明池駅(SN3) - [SN4]栂・美木多駅 - [SN5]泉ヶ丘駅 - [SN7]河内長野駅前

2020年10月12日改正で光明池駅止めの便が新設された。また、金剛駅前発着と河内長野駅前発着は早朝の関西空港行きと夜の関西空港発のみとなった。

## 廃止路線

### 河内長野線
- 関西国際空港 - 河内長野駅前
- 関西国際空港 - 和泉市南部リージョンセンター - 河内長野駅前

1996年4月26日運行開始。和泉中央駅開業後の路線であったが、同駅を経由しなかった。2010年10月1日改正で和泉中央駅経由便が平日の朝に新設され、2012年1月16日改正で全便が和泉中央駅経由となった。

### 泉北・河内長野空港線
- 関西国際空港（第二ターミナル発着便含む） - 和泉中央駅 - 河内長野駅前
- 関西国際空港（第二ターミナル発着便含む） - 和泉中央駅 - 和泉市南部リージョンセンター - 河内長野駅前

泉北ニュータウン地区各駅を経由せず河内長野駅前へ向かう直行便。2020年10月12日改正で減便のうえ、全便が泉北ニュータウン地区経由となった。
和泉市南部リージョンセンター経由便は2009年2月1日改正で新設された。当初は全便経由だったが、和泉中央駅への経由に伴い3往復のみ経由となったのち、2017年1月28日改正で廃止された。
- 金剛駅前→泉ヶ丘駅→和泉中央駅→りんくうプレミアム・アウトレット前→りんくうタウン駅前

2012年10月28日改正で新設されたが、翌年11月1日改正で廃止された。統合前の金剛・泉ヶ丘・和泉中央駅～りんくうプレミアム・アウトレット線と異なり、平日朝のみの運行であった。

### 金剛・泉ヶ丘・和泉中央駅～りんくうプレミアム・アウトレット線
関西国際空港に向かわないため、Soraeとは区別されていたが、便宜上記載する。
- りんくうプレミアム・アウトレット前 - 和泉中央駅 - 泉ヶ丘駅 - 金剛駅前
- りんくうプレミアム・アウトレット前 - 和泉中央駅 - 泉ヶ丘駅

2012年1月16日運行開始。土休日のみ運行された。栂・美木多駅、光明池駅を通過する非常に珍しい便であった。2012年10月28日改正で泉北・河内長野空港線に統合された。

### 泉北伊丹線（2006年5月9日の運行をもって廃止）
2002年4月27日に運行開始。泉北ニュータウン～阪和道～近畿道～中国道～大阪空港のルートで運行。12往復の運行であった。2003年に近畿道の慢性的な渋滞の回避のため、泉北ニュータウン～堺泉北有料道路～阪神高速湾岸線・大阪港線・環状線・池田線～大阪空港に経路を変更。最終的に5往復まで減便され、2006年5月10日に廃止された。

### 中もず・堺東線（2015年8月31日の運行をもって廃止）
- 中もず駅前北口1番のりば - 堺東駅前3番のりば - （堺駅前4番のりば[注釈 3]） - （りんくうタウン駅前） - 関西国際空港

2010年10月1日に堺東・関西空港線として運行開始。当初は空港営業所が単独で担当していた。
2011年4月1日より中もず駅前に延伸し、堺駅前通過便が設定された。泉北・河内長野空港線と異なり、りんくうプレミアム・アウトレット前は経由しない。2015年8月31日の運行をもって廃止された。